# Stefano Scansani
Stefano Scansani (Poggio Rusco, 2 febbraio 1959) è un giornalista e scrittore italiano.

## Biografia
Ha iniziato a dedicarsi al giornalismo e quindi alla scrittura negli anni del Liceo Artistico frequentato a Verona. Dal 1975 al 1980 era fra le voci di Teleradio Poggio Rusco. Dal 1976 è stato corrispondente di zona del Resto del Carlino e poi della Gazzetta di Mantova. 
Pubblicista dal 1978 e professionista otto anni dopo, ha collaborato con L'Espresso, il Corriere della Sera e l'agenzia ANSA.
Giornalista della Gazzetta di Mantova dal 1981. È stato responsabile della Cronaca e per dieci anni ha seguito la vita politica locale. Dal 1992 al 2009 è stato il responsabile delle pagine culturali, e dal 2009 al 2013 capo redattore della Gazzetta di Mantova. 
Dal 16 marzo 2013 al 19 aprile 2016 ha diretto La Nuova Ferrara. E dall'aprile 2016 al dicembre 2020 ha guidato la Gazzetta di Reggio.
È autore di contributi dedicati a storia, arte, archeologia, zoologia fantastica, storia dell'alimentazione e presente gastronomico.
Collabora con la Gazzetta di Mantova e conduce i video-documentari "Omnia Mantova". Socio corrispondente dell'Accademia Nazionale Virgiliana, progetta e conduce percorsi per Festivaletteratura.
Divulgatore culturale, nel 2020 ha redatto il progetto-base del Museo Virgilio nel Palazzo del Podestà di Mantova, poi sviluppatosi e realizzato dalla Scuola Holden di Torino - della quale è direttore artistico Alessandro Mari - , museo inaugurato il 7 dicembre 2024. Con Giovanni Pasetti è coordinatore del progetto e consulente scientifico della stessa istituzione appartenente al circuito dei Musei Civici.

## Pubblicazioni
- E la lüna la lüsea, 1977
- La Terra è femmina, 1979
- Bestiario Podiense, 1985, Prefazione di Giovanni Nuvoletti. Ristampe nel 1986, 1993, 2001.
- La pantoffola di Matilda, 1986, edizioni Bottazzi (Ristampa nel 2008)
- L'amor morto, 1991 Arnoldo Mondadori Editore (Ristampa nel 2003 Diabasis)
- Herbario Podiense, 1994
- Il mangiare cattivo, 1997 Sometti editore (Il libro ha meritato il premio Rigoletto d'Argento, consegnato da Luigi Veronelli e Gualtiero Marchesi)
- Orapronobis, 1998 romanzo editore Diabasis (Ristampa nel 2003)
- La Gobba di Mantova, 1998 Sometti editore.
- Sulle orme della Pèpa, con Franco Ferrari, 1999, Soc. Coop. Féra dal Palidan - Edizioni Grafiche Sarti.
- La vecia madüra, 2000 Sometti editore.
- Politica bruta bestia, 2001, Tre Lune (Prefazione di Giampaolo Pansa)
- Incontri Mantovani, monografia fotografica di Gianni Berengo Gardin - Testi di Edgarda Ferri e Stefano Scansani, 2004, Fondazione Bam - Peliti Associati
- Fenomenologia del maiale, 2006 edito da Tre Lune (Dario Fo integra il libro con la trascrizione del testo Mistero Buffo del Porcello e suoi disegni)
- Mantova nel Cuore, monografia fotografica di Arrigo Giovannini - Testi di Giancarlo Malacarne, Enrico Pirondini e Stefano Scansani, 2006, Linea Quattro Edizioni
- Metafisica del Tortello, 2007, editore Tre Lune (con un testo inedito di Tonino Guerra)
- Omnia Mantova, 2008, Tre Lune (seguono 5 ristampe)
- La fabbrica della nebbia, Mito e meteo in Valpadana, 2009, Tre Lune
- Nebbie, 2016, Tre Lune
- Mantova Città d'Arte e di Cultura, monografia fotografica con testi di Stefano Scansani, 2017, Tre Lune
- Raffaello in guerra. I capolavori salvati dalle razzie e dalle bombe. Una storia memorabile di Resistenza italiana, 2020, editore Aliberti
- I Signori dei Pannelli - Saviola 1963-2023 (con Guido Vigna), 2023, Tre Lune
- La Storia di Mantova in 21 Oggetti, 2024, Tre Lune
- L'Acqua di Mantova - Fontane fontanini fontanoni, 2025, Tre Lune per Tea/Aqa

## Premi e riconoscimenti
- 1997 Premio "Rigoletto d'Argento"
- 2008 "Impresa del Sole", Città di Mantova
- 2012 Premio "Guido Vergani - Cronista dell'Anno", Gruppo Cronisti Lombardi
- 2021 Premio giornalistico "Cucconi", Città di Suzzara
- 2023 Premio "Gianni Fossati", Accademia Italiana della Cucina
- 2024 Premio "Eccellenza Poggese", Comune di Poggio Rusco

## Onorificenze
Cavaliere dell'Ordine al Merito della Repubblica Italiana.
| Controllo di autorità | VIAF (EN) 164648908 · ISNI (EN) 0000 0001 1718 4676 · SBN CFIV034038 · LCCN (EN) n93106724 |